# Sentinelesiska
Sentinelesiska är ett språk som antagligen talas på ön Norra Sentinel i Bengaliska viken. Språket har inte utforskats eftersom öns urfolk, sentineleser, har bemött nästan alla kontaktförsök med våld. I dagens läge är det förbjudet att besöka ön och Indien har skapat en avspärrad zon med tre kilometers radie.
Språkets förhållande till andra språk är okänt. Ethnologue räknar det som ett andamanesiska språk medan Glottolog ser det som ett isolatspråk. Tidigare har forskarna försökt finna en länk mellan sentinelesiska och önge och/eller jarawa. Sentineleser har dock inte visat att de förstår ord och gester från jarawafolket. Människorna befolkade antagligen ön redan för 60 000 år sedan.
Antalet sentinelesisktalare antas vara detsamma som Norra Sentinels befolkning. Vid folkräkningen 2011 antog den indiska staten att ön har mellan 50 och 400 invånare, vilka således även anses vara sentinelesisktalare. Språket bedöms som hotat.